# Mykoła Konrad
Mykoła Konrad (ukr. Микола Конрад, ur. 16 maja 1876 w Strusowie, zm. 26 czerwca 1941 koło Stradczu) – duchowny greckokatolicki.
Ukończył filozofię i teologię w Rzymie, święcenia uzyskał w 1899 roku. Nauczyciel w szkołach średnich w Brzeżanach i Trembowli, od 1930 roku wykładowca Lwowskiej Akademii Teologicznej.
Zamordowany wraz z Wołodymyrem Pryjmą przez NKWD, gdy obaj powracali od chorej kobiety, której udzielano sakramentu ostatniego namaszczenia. Beatyfikowany przez Jana Pawła II 27 czerwca 2001 roku we Lwowie w grupie 27 nowomęczenników greckokatolickich.